# Kammerhof w Bańskiej Szczawnicy

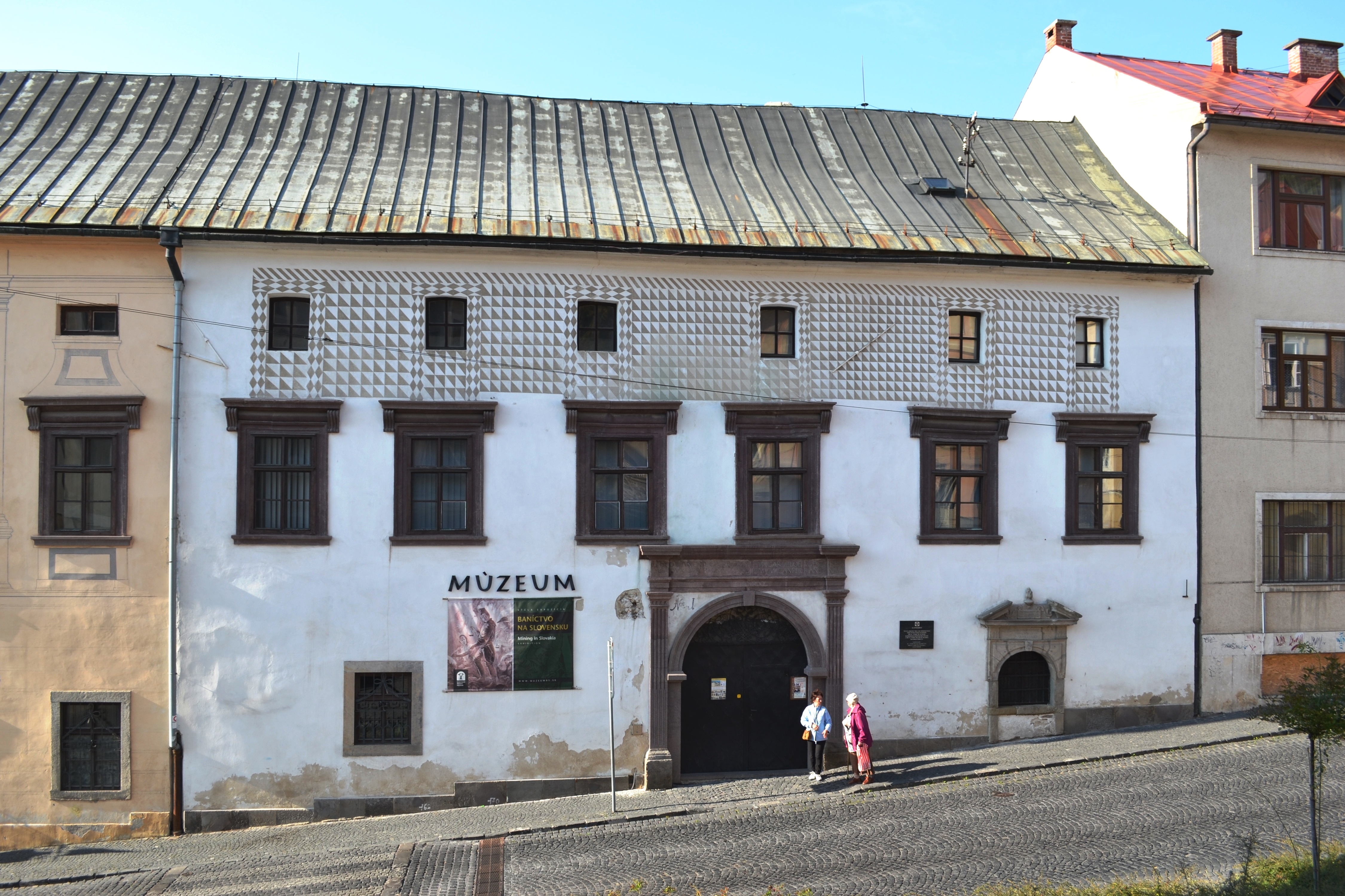
Północne skrzydło Kammerhofu

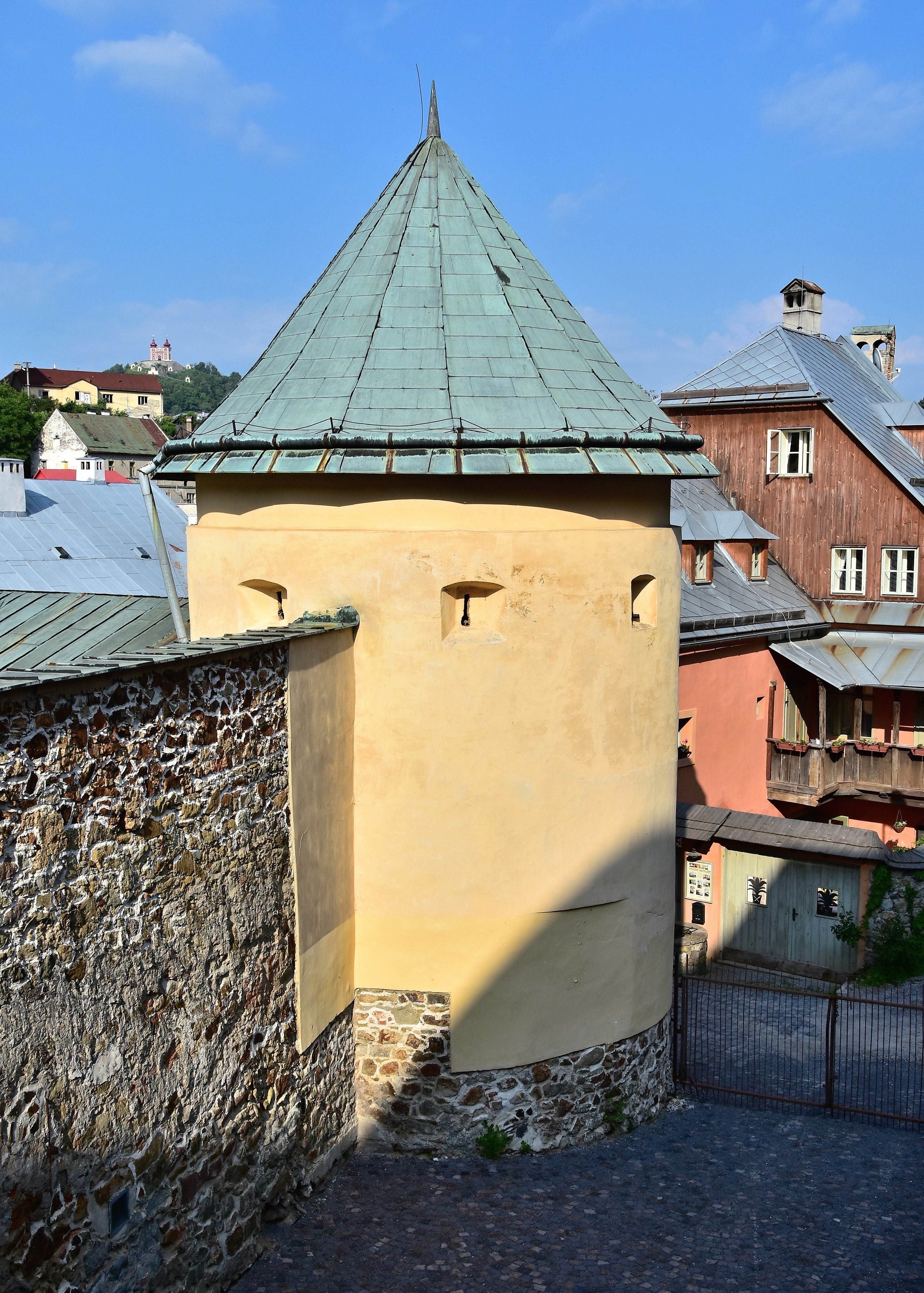
Południowa baszta Kammerhofu (skrzyżowanie ulic Striebornej i Ing. Š. Višňovského)

Kammerhof (słow. Komorský dvor, Kammerhof) – historyczna budowla w Bańskiej Szczawnicy na Słowacji. Największy obiekt zabudowy miejskiej, wielokrotnie przebudowywany, w związku z czym niesie cechy kilku stylów architektonicznych. Dawniej siedziba cesarskiej Komory Górniczej (z niem. Kammerhof), obecnie – Słowackiego Muzeum Górniczego (słow. Slovenské banské múzeum) i jednej z jego ekspozycji.

## Położenie
Budynek znajduje się w centrum Bańskiej Szczawnicy. Usytuowany jest przy ul. Kammerhofskiej nr 2 - przy drodze wychodzącej z miasta w kierunku na Svätý Anton i Krupinę.

## Historia
Budynek powstawał stopniowo od XII w.. Obecny budynek Kammerhofu powstał krótko po 1550 r., na potrzeby nowej „maksymiliańskiej” Komory Górniczej, przeniesionej tu z Kremnicy. Autorem projektu przebudowy był prawdopodobnie włoski architekt Pietro Ferrabosco, pracujący na zlecenia cesarskiej Komory w Wiedniu. Obiekt powstał na miejscu kilku średniowiecznych murowanych budowli mieszkalnych o charakterze wieżowym oraz obiektu hutniczego. Dzisiejszą formę nadały mu przebudowy z 1627 i 1815 r..
Za czasów czechosłowackich do końca lat 60. XX w. gmach był siedzibą tutejszych kopalni rud (słow. Rudnych bani). Po zakończeniu wydobycia w Bańskiej Szczawnicy postanowiono umieścić w nim siedzibę Słowackiego Muzeum Górnictwa (słow. Slovenské banské múzeum) oraz jego najważniejszą ekspozycję, poświęconą historii i technice górniczej.
Podczas szeroko zakrojonych prac rekonstrukcyjnych z lat 1968-1970 i 1980-1986 prowadzone były również badania archeologiczne na dwóch dziedzińcach. W ich trakcie potwierdzono istnienie w tym miejscu szeregu wąskich parcel i romańskiej zabudowy, sięgającej wstecz co najmniej do XIII w. Zidentyfikowano również istnienie wieży mieszkalnej wzniesionej na rzucie prostokąta. W oparciu o zidentyfikowane elementy ceramiki technicznej stwierdzono funkcjonowanie w XV w. w tylnym trakcie zakładu przetopu rud i instalacji rozdzielania metali.

## Architektura
Bańskobystrzycki Kammerhof powstał przez połączenie kilku starszych budowli. Tworzy go murowany, dwupiętrowy gmach o niejednolitym, złożonym rzucie z trzema dziedzińcami i długiej, niejednorodnej fasadzie usytuowanej wzdłuż opadającej ul. Kammerhofskiej. W przednim i tylnym trakcie odkryte elementy starszych budowli romańskich i gotyckich. Z renesansowej budowli zachował się ozdobny portal wejściowy z datowaniem, reprezentacyjne okna 1. piętra, sgraffitowa ozdoba fasady, dyspozycja wstępnej części sieni wjazdowej (tzw. máshausu) nakrytej sklepieniem z lunetami na konsolach oraz schody prowadzące na 1. piętro.
Przy tylnym trakcie dwie okrągłe, renesansowe baszty, od których biegł mur obronny aż do Nowego Zamku. Do dolnego końca budynku, w osi ulicy, w połowie XVI w. dobudowano miejską bramę, zburzoną w roku 1788. Biegł od niej mur obronny, który przez kościół i klasztor dominikanów łączył się z umocnieniami najstarszej zabudowy miasta na Glanzenbergu. W przyziemiu górnej części budynku w latach 1621-1627 urządzono na potrzeby urzędu kaplicę, obsługiwaną przez jezuitów. Jest to przestrzeń jednonawowa, nakryta sklepieniem kolebkowym z lunetami, wczesnobarokowym portalem wejściowym i oknem wychodzącym na główną ulicę.